# Fredrik Hammar (fotbollsspelare)
Fredrik Hammar, född 26 februari 2001, är en svensk fotbollsspelare som spelar för KV Mechelen och representeras av fotbollsagenturen Full Potential Agency.

## Karriär
Som fyraåring började Hammar att spela fotboll i IF Brommapojkarna. Som sjuåring spelade han i BPs akademilag för pojkar födda 2000 (ett år äldre) under ledning av Tobias Ackerman. Åren därefter spelade han med sin egen åldersgrupp med Mathias Jonsson som tränare och lagkamrat med bl a Jesper Ceesay och sedermera Oskar Fallenius. Han gjorde sin debut i Superettan den 23 september 2017, då han byttes in i slutminuterna i 3–1-segern mot Åtvidabergs FF.
Innan A-lagsdebuten hade Hammar varit på provspel med tyska Freiburg  och engelska Everton.  Provspelen fortsatte även efter debuten, då Hammar besökte tyska Köln inför säsongen 2018.
I augusti 2018 värvades Hammar av division 1-klubben Akropolis IF, där han skrev på ett 1,5-årskontrakt. Den 29 januari 2019 värvades Hammar av engelska Brentford, där han skrev på ett 1,5-årskontrakt med option på ytterligare ett år. I juli 2020 valde Brentford att utnyttja optionsåret och Hammars kontrakt förlängdes med ett år.
I januari 2021 återvände Hammar till Akropolis IF, där han skrev på ett halvårskontrakt. Den 1 juli 2021 förlängde Hammar sitt kontrakt med 1,5 år. I januari 2022 värvades Hammar av Hammarby IF och inledde sin tid i Hammarby TFF. Den 11 juli 2022 gjorde Hammar sin allsvenska debut när han hoppade in i Hammarbys seger över IFK Göteborg med 3–0. Blev utsedd till Årets Spelare i Hammarby TFF av HTFF Södermalms bloggens läsare 2022.
Den 7 januari 2025 värvades Hammar av belgiska KV Mechelen på ett 3,5-årskontrakt.